# San Jorge en Velabro (título cardenalicio)
El título cardenalicio de San Jorge en Velabro en latín: S. Georgii in Velabro) fue erigido por el Papa Gregorio I en torno al 590, en el antiguo Foro Boario en la IX región de Roma (Augusto). La basílica, como dice el título, que data del siglo VII, fue construido sobre las ruinas de un oratorio en el siglo V o VI. Según el Liber Pontificalis, el Papa Zacarías dio a este título la diaconía de San Jorge.

## Titulares
- Licinio Savelli (c 1075- p 1088)
- Raniero (1088- circa 1099)
- Bobone (circa 1099- 1107)
- Roscemanno (o Rosimano) Sanseverino, O.S.B.Cas. (circa 1106 o 1107-1128)
- Rustico de' Rustici (1128-1130)
- Odone Fattiboni (1130- circa 1162)
- Gerardo (1162), pseudocardenal del antipapa Víctor IV
- Manfred (o Mainfroy), O.S.B. (1163-1173)
- Marcello (1173-1174)
- Raniero da Pavia (1174-1182)
- Ridolfo Nigelli (o Rodolfo, o Radulfo o Raoul) (1185-1188)
- Romano Bobone (1188-1190)
- Gregorio Alberti (1190-1210)
- Bertin (o Bertrand) (1212-1216)
- Pietro Caputo (o Capuano) (1219-1242)
- Pietro Capocci (1244-1259)
- Goffredo da Alatri (1261-1287)
- Pietro Peregrossi (1288-1289)
- Giacomo Caetani Stefaneschi (1295-1341)
- Jean de Carmin (o Caraman, o Carmaing) (1350-1361)
- Guillaume Bragose (1361-1362)
- Giacomo Orsini (1371-1379)
- Pietro Tomacelli (1381-1389)
- Pierre de Luxembourg (1384-1387), pseudocardenal del Antipapa Clemente VII
- Galeotto Tarlati da Petramala (1388-1400), pseudocardenal del Antipapa Clemente VII
- Miguel de Zalba (o Salva, o Zalva, o Salua) (1404-1406), pseudocardenal del Antipapa Benedicto XIII
- Carlos Jordán de Urriés y Pérez Salanova (1408-1418), pseudocardenal del Antipapa Benedicto XIII (1418-1420)
- Oddone Colonna (1405-1417)
- Vacante (1417-1430)
- Prospero Colonna (1430-1463)
- Vacante (1463-1477)
- Rafael Sansoni Riario (1477-1517), in commendam desde 1480
- Franciotto Orsini (1517-1519)
- Vacante (1519-1528)
- Girolamo Grimaldi (1528-1543)
- Girolamo Recanati Capodiferro (1545-1559)
- Giovanni Antonio Serbelloni (1560-1565)
- Markus Sittic von Hohenems (1565-1577)
- Giovanni Vincenzo Gonzaga, Orden de San Juan de Jerusalén (1578-1583)
- Francesco Sforza (1584-1585)
- Benedetto Giustiniani (1587)
- Ottavio Acquaviva d'Aragona (1591-1593)
- Cinzio Passeri Aldobrandini (1593-1605)
- Orazio Maffei (1606-1607)
- Vacante (1607-1611)
- Giacomo Serra (1611-1615)
- Vacante (1615-1624)
- Pietro Maria Borghese (1624-1626)
- Vacante (1626-1643)
- Giovanni Stefano Donghi (1643-1655)
- Paolo Emilio Rondinini (1655-1656)
- Giancarlo de' Medici (1656-1663)
- Angelo Celsi (1664-1668)
- Paolo Savelli (1669-1670)
- Sigismondo Chigi (1670-1678)
- Paolo Savelli (1678-1683), segunda vez
- Fulvio Astalli (1686-1688)
- Gasparo Cavalieri (1688-1689)
- Giuseppe Renato Imperiali (1690-1727)
- Vacante (1727-1732)
- Agapito Mosca (1732-1743)
- Prospero Colonna di Sciarra (1743-1756)
- Nicola Perrelli (1759-1772)
- Antonio Casali (1773-1777)
- Romoaldo Guidi (1778-1780)
- Vincenzo Maria Altieri (1781-1787)
- Giovanni Rinuccini (1794-1801)
- Vacante (1801-1823)
- Tommaso Riario Sforza (1823)
- Vacante (1823-1838)
- Giuseppe Ugolini (1838)
- Vacante (1838-1856)
- Francesco de' Medici di Ottaiano (1856-1857)
- Vacante (1857-1866)
- Antonio Matteucci (1866)
- Vacante (1866-1874)
- Tommaso Maria Martinelli, O.S.A. (1874-1875)
- Vacante (1875-1879)
- San John Henry Newman (1879-1890)
- Vacante (1890-1914)
- Francis Aidan Gasquet, O.S.B. (1914-1915)
- Vacante (1915-1923)
- Luigi Sincero (1923-1928); titolo pro illa vice (1928-1933)
- Giovanni Mercati (1936-1957)
- André-Damien-Ferdinand Jullien (1958-1965)
- Benno Walter Gut, O.S.B. (1967-1970)
- Sergio Pignedoli (1973-1980)
- Vacante (1980-1985)
- Alfons Maria Stickler, SDB. (1985-2007)
- Gianfranco Ravasi, (2010-presente)